# Thomas Remengesau, Jr.
Thomas Esang Remengesau, Jr. (Koror, 28 de febrero de 1956) es un político paluano, presidente de Palaos desde 2013 hasta 2021. Anteriormente ocupó la presidencia entre 2001 y 2009, y fue vicepresidente entre 1993 y 2001 bajo el gobierno de Kuniwo Nakamura. A lo largo de su mandato intentó reducir la dependencia económica de Estados Unidos y alertó a la comunidad internacional sobre los efectos que el calentamiento global podría ocasionar en la región de Micronesia.

## Biografía
Remegensau nació en Koror en 1956, cuando Palaos formaba parte del Territorio en Fideicomiso de las Islas del Pacífico, siendo el mayor de ocho hijos. Su padre fue Thomas Remengesau, Sr., un destacado político paluano que sirvió como ministro de Justicia, vicepresidente y presidente en funciones en dos etapas. Su madre, Ferista Esang Remengesau, llegó a ser la primera dama del país.
Después de completar la educación secundaria, fue matriculado en la Universidad Estatal Grand Valley de Allendale, Míchigan (Estados Unidos) y se graduó en Derecho en 1979.

## Trayectoria política
En 1984, cuando tenía 28 años, se convirtió en la persona más joven en ser elegida para el Senado de Palaos. En aquella época compaginaba la política con la abogacía.
En las elecciones generales de 1992 se presentó a la vicepresidencia y ganó en segunda vuelta a Sandra Pierantozzi con el 51,7 % de los votos. De este modo fue vicepresidente del país bajo el gobierno de Kuniwo Nakamura, cuyo mayor hito fue la transición de Palaos a un estado independiente a través de un tratado de libre asociación con Estados Unidos. Durante los ocho años que permaneció en el cargo impulsó la admisión del país en el Fondo Monetario Internacional y el Banco Mundial.
Después de que Nakamura rechazara presentarse a un tercer mandato, Remengesau postuló a la presidencia con el apoyo de su predecesor. En los comicios generales de 2000 obtuvo el triunfo en segunda vuelta con el 52 % de los votos, frente al 48 % de su rival Peter Sugiyama.
El primer mandato de Remengesau transcurrió desde el 1 de enero de 2001 hasta el 15 de enero de 2009. A lo largo del mismo tuvo dos vicepresidentes: Sandra Pierantozzi (2001-2005) y Camsek Chin (2005-2009). Entre sus primeras decisiones impulsó el traslado de la capital desde Koror hasta la nueva ciudad de Ngerulmud. Aunque esta medida ya estaba recogida en la Constitución de 1979, no pudo llevarse a cabo durante dos décadas por falta de fondos. El ejecutivo logró iniciar las obras gracias a un préstamo de la República de China, uno de sus principales socios comerciales, por valor de 20 millones de dólares. El complejo fue inaugurado finalmente el 7 de octubre de 2006, con un coste final de 45 millones de dólares.
Remengesau renunció a presentarse a las elecciones generales de 2008 y en su lugar postuló a un escaño en el Senado de Palaos. Fue sucedido por Johnson Toribiong, quien se impuso con el 51 % de los votos sobre el vicepresidente Camsek Chin. Cuatro años después, volvió a presentarse a las elecciones presidenciales de 2012 y venció a Toribiong con el 58 % de los votos.
El segundo mandato comenzó el 17 de enero de 2013 y estuvo centrado en la promoción de Palaos como destino de turismo medioambiental. En las relaciones con Estados Unidos abogó por una menor dependencia económica pero mantuvo la alianza defensiva, llegando a ofrecerles terrenos para instalar bases militares ante la creciente influencia de la República Popular China en el Pacífico. Por último, Remengesau destacó en el plano internacional por alertar sobre los efectos que el calentamiento global estaba ocasionando en la región de Micronesia. Fue reelegido en 2016 y no se presentó a los comicios de 2020.